# Zelig Eshhar
Zelig Eshhar (Pataj Tikva, mandato britñanico de Palestina, 25 de febrero de 1941-Tel Yitzhak, 3 de julio de 2025) fue un inmunólogo israelí que trabajó en el Instituto Weizmann de Ciencias y en el Centro Médico Sourasky de Tel Aviv en Israel. Fue Presidente del Departamento de Inmunología del Instituto Weizmann, desempeñando dos mandatos durante los años 90 y 2000. Recibió su B.Sc. Y M.Sc. de la Universidad Hebrea de Jerusalén, y su Ph.D. del Instituto Weizmann. Trabajó para varios consejos editoriales, incluyendo la Terapia Genética del Cáncer, Terapia Genética Humana, Terapia Génica, Opinión de Expertos sobre Terapéutica, European Journal of Immunology y el Journal of Gene Medicine.
Es conocido principalmente por sus estudios sobre células T y su trabajo pionero en los receptores de antígenos quiméricos. Su trabajo ha sido la base del desarrollo de una inmunoterapia contra el cáncer, involucrando modificaciones genéticas de linfocitos T extraídos de un paciente de cáncer para producir células T de receptor de antígeno quimérico (CAR), las cuales son luego inyectadas de nuevo al paciente en un proceso llamado transferencia adoptiva de linfocitos T, que produjo sorprendentemente buenos resultados en los ensayos clínicos a mediados de 2010 y millones de dólares en inversión.
En el 2013 fue galardonado con el premio Pioneer CAR por el Consorcio Europeo ATTACK. Ganó el Premio Massry junto a Steven Rosenberg y James P. Allison en el 2014 y el Premio Pioneer con Carl H. June. También es el recipiente del Premio Israel en ciencias de la vida del 2015.

## Biografía
Eshhar nació en  Petaj Tikva, hijo mayor de Jacob y Sarah Lipke, ambos nacidos en Polonia. Al final de sus estudios, ingresó en el ejército y se unió a la unidad Nahal en el kibutz Yad Mordejai . Años después de terminar su servicio militar, y el conjunto del kibutz rechazaron su solicitud de inscripción en la universidad, por lo que abandonó el kibutz y se registró para estudiar biología en la Universidad Hebrea de Jerusalén, donde también completó un máster en bioquímica. En la Guerra de los Seis Días luchó en el batallón de infantería aerotransportada en el Valle del Jordán y los Altos del Golán.
Eshhar tiene un doctorado por el Instituto Weizmann de Ciencias, el cual comenzó en 1969 bajo la dirección del profesor Michael Sela y del Prof. Dod Gbaol. Durante sus estudios exploró las formas de prevenir el rechazo del implante a través del aislamiento y caracterización del antígeno específico de los linfocitos y preparar un suero contra ellos. Hizo su posdoctorado en la Faculatad de Medicina de la Universidad de Harvard en los Estados Unidos, específicamente en el Departamento de Inmunología dirigido por el profesor Baruj Benacerraf (ganador del Premio Nobel). También hizo estudios en el Instituto de Biología Molecular DNAX, Universidad de Stanford y para el Instituto Nacional del Cáncer del NIH en EE. UU.
Eshhar aprendió los métodos de generación de grandes cantidades de anticuerpos monoclonales en el laboratorio de George Keller del Instituto de Inmunología de Basilea. En 1976 regresó a Israel y se unió a la facultad del Instituto Weizmann como jefe de un grupo de investigación en el Departamento de Inmunología Química (más tarde el Departamento de Inmunología). A finales de los años 80, desarrolló un método para el tratamiento del VIH contra la leucemia, por las células Hinodsm linfocitos T , utilizando diversos métodos de la ingeniería genética , se puede equipar por receptores específicos, que permitirá que maten a las células diana tumorales específicos.
Eshhar ha publicado unos 210 artículos científicos.

## Vida personal
Viudo, era padre de tres hijos y tuvo seis nietos.